# سيرجي روست
سيرجي روست (بالروسية: Сергей Рост)‏ هو مقدم تلفزيوني ومقدم برامج إذاعية وكاتب سيناريو ومذيع ومخرج وممثل روسي (وحمل سابقاً جنسية الاتحاد السوفيتي)، ولد في 3 مارس 1965 بسانت بطرسبرغ في روسيا. بدأ مشواره المهني سنة 1996.

## وصلات خارجية
- سيرجي روست على موقع IMDb (الإنجليزية)
- سيرجي روست على موقع ديسكوغز (الإنجليزية)
- سيرجي روست على موقع قاعدة بيانات الفيلم (الإنجليزية)
- سيرجي روست على موقع كينوبويسك (الروسية)